# Харківський інститут медицини та біомедичних наук
Харківський інститут медицини та біомедичних наук — приватний заклад вищої освіти, розташований у Харкові.

## Історія
Інститут заснований у 2018 році та забезпечує підготовку фахівців  у галузі  знань 22 Охорона здоров'я за спеціальностями 221 Стоматологія, 222 Медицина та 226 Фармація, промислова фармація за другим (магістерським) рівнем вищої освіти та за спеціальністю 011 Освітні, педагогічні науки, у тому числі з можливістю здійснювати підготовку іноземців та осіб без громадянства.
Інститут, як заклад вищої медичної освіти європейського типу, тісно співпрацює з провідними клінічними базами практик як в України, так і за кордоном, має у штаті науково-педагогічний склад вищої кваліфікації, якісну матеріально-технічну та лабораторно-практичну базу.
Інтеграція у міжнародний простір забезпечується безпосередньою участю вчених ХІМБН у конференціях, симпозіумах, конгресах, а також проводенням тренінгів та майстер-класів, публікацією наукових статтей та досліджень.
22 лютого 2018 року, за сприяння ЄБРР, було відкрито навчальний корпус.